# Ziggurat d'Ur

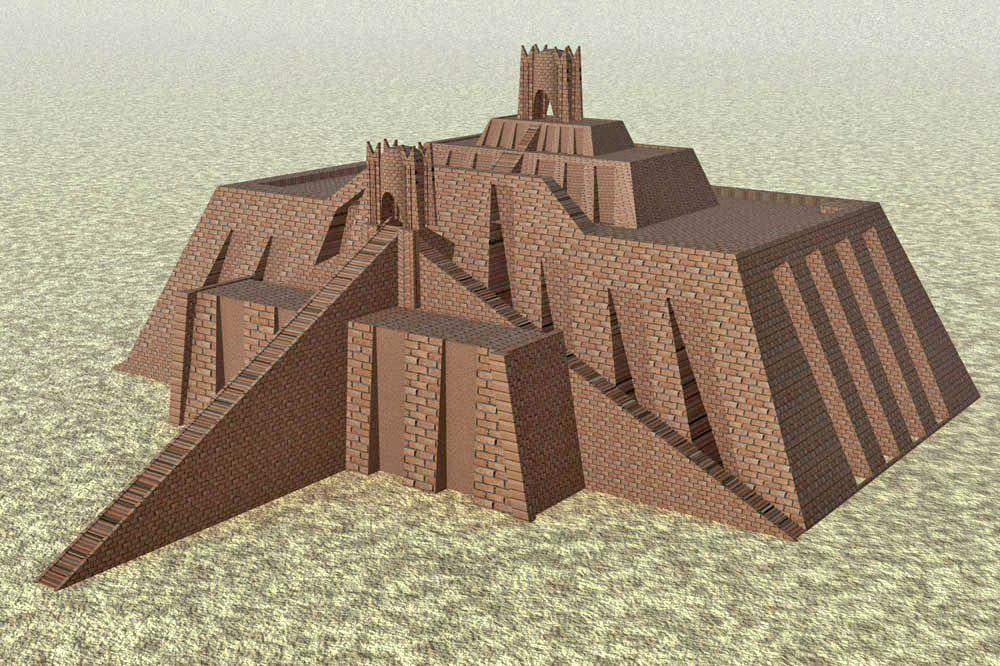
Reconstrucció informàtica del ziggurat d'Ur

El ziggurat d'Ur (en sumeri é-temen-ní-gùr-ru) és un ziggurat enclavat al costat de les ruïnes de l'antiga ciutat sumèria d'Ur, en l'actual l'Iraq. Fou aixecat com a lloc de culte del déu Nanna ('Lluna', en sumeri), durant el període de l'Obeid,  aC pel rei Ur-Nammu. Els elamites el destruïren i després el reconstruí el rei Nabucodonosor II de Babilònia.
El 2016 fou triat com a Patrimoni de la Humanitat Mixt per la UNESCO dins de la candidatura de "Refugi de biodiversitat dels "ahwar" i paisatge arqueològic de les ciutats mesopotàmiques del l'Iraq Meridional".

## Descripció
Estava envoltat per la seva muralla de 8 m d'alçada i el restauraren parcialment a la fi dels anys 1970. Té planta rectangular de 61 × 45,7 m i 15 m d'altura (tot i que segurament en tenia prou més, perduts per l'erosió i altres causes). L'interior és totalment format per tova. Les parets de l'exterior són de rajola cuita i com a morter s'utilitza betum asfàltic, i cada paret s'orienta cap a un punt cardinal. L'accés a les plantes superiors es feia per tres escales exteriors que encara es conserven.
Les ruïnes s'eleven 21 m sobre el desert en què està edificat. La planta n'és rectangular i arribà a tenir set grans terrasses de les quals només es conserven les tres primeres. A la terrassa superior hi havia el santuari de la dea: s'hi entrava per estretes escalinates adossades als murs.

## Descobriment i conservació
Les ruïnes del ziggurat, les descobrí William Kennett Loftus al 1850. Les primeres excavacions al lloc, les feu John George Taylor en els anys següents, i reconegué el jaciment com la ciutat d'Ur. Després de la Primera Guerra Mundial, s'hi feren noves excavacions per Reginald Campbell i Henry Hall. Les majors se n'efectuaren entre 1922 i 1934 sota el comandament de Leonard Woolley en un encàrrec de la Universitat de Pennsilvània i el Museu Britànic.
Malgrat els seus 4.000 anys d'antiguitat i el material emprat en la construcció, es troba en molt bon estat de conservació i parcialment restaurat. La façana del nivell més baix i l'escala monumental foren reconstruïdes per ordre de Saddam Hussein.
El ziggurat fou danyat durant la Primera Guerra del Golf el 1991 per armes de foc i l'estructura es mogué a causa de l'explosions. Encara poden observar-se quatre buits de bomba als voltants i impactes de metralla al monument.

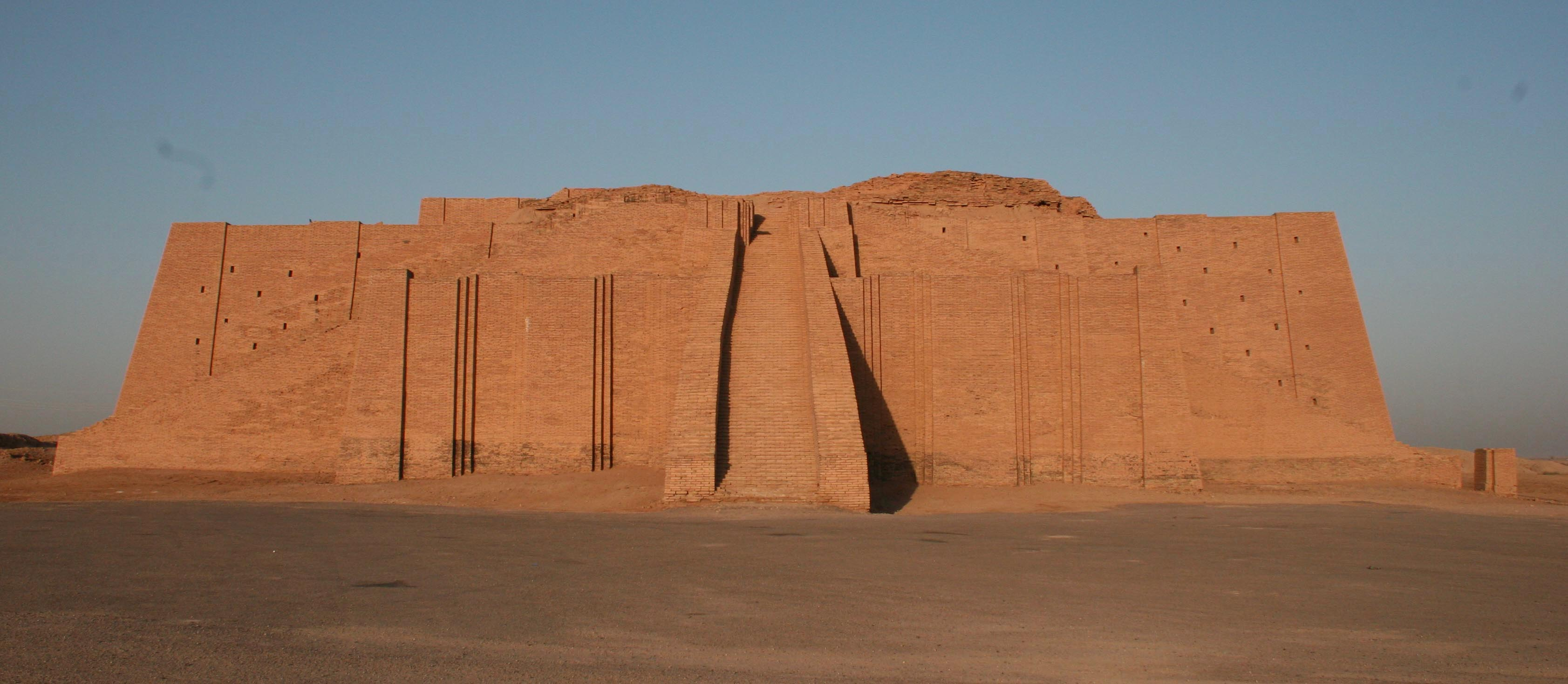
Vista panoràmica del ziggurat d'Ur